# Посников, Александр Сергеевич
Александр Сергеевич Посников (1845 или 1846, Смоленская губерния — 1921 или 1922, Московская губерния) — русский экономист, доктор права, профессор; член Государственной думы (1912—1917), председатель Главного земельного комитета при Временном правительстве. Тайный советник.

## Биография
Родился 14 (26) декабря 1846 года (или 1845 года) в дворянской семье в родовом имении, находившемся в Вяземском уезде Смоленской губернии. Отец — Сергей Гаврилович Посников, уездный судья Вяземского уездного суда; мать — Елизавета Петровна.
Среднее образование получил в Смоленской гимназии (1855—1862), высшее — на юридическом факультете Московского университета (1869). Был оставлен при университете для приготовления к профессорскому званию; совершенствовал образование за границей; сдал магистерский экзамен по политической экономии и статистике. Участвовал в съезде либеральных экономистов (организованном Н. И. Зибером, А. И. Чупровым и др.), выступавших за демократизацию государственного строя в России и сочувственно относившихся к экономической теории марксизма. В 1871 году появилась его работа (магистерская диссертация) «Начала поземельного кредита» (М.: тип. «Русские ведомости», 1871. — 52 с.), в которой он отстаивал либерально-народническое требование предоставления дешёвого кредита крестьянским хозяйствам; защищал теорию устойчивости мелкого крестьянского хозяйства.
В 1873 году был приглашён приват-доцентом в Ярославский Демидовский юридический лицей. В 1875 году защитил в Московском университете магистерскую диссертацию: «Общинное землевладение» (Т. 1).
В 1876 году был приглашён в Новороссийский университет (Одесса); ординарный профессор политической экономии с 1878 года; в период с 24 февраля по 8 ноября 1879 года — проректор; в 1881 году был награждён орденом Св. Станислава 2-й степени. В январе 1878 года в Московском университете защитил, в качестве докторской диссертации, второй том «Общинного землевладения». В 1882 году в знак протеста против усиления контроля над университетами вышел в отставку. Занимался хозяйством в своём имении в селе Николаево Вяземского уезда Смоленской губернии.
С 1879 года участвовал в работе смоленского земства: в 1879 и 1896 годах избирался вяземским уездным предводителем дворянства, главой местного статистического бюро, в 1883—1907 годах был почётным мировым судьёй Вяземского уезда.
С 1886 года жил в Москве. До 1897 года был одним из редакторов газеты «Русские ведомости»; 9 апреля 1900 года был произведён в действительные статские советники.
Стал организатором (по просьбе министра финансов С. Ю. Витте) и редактором (совместно с А. И. Чупровым) коллективного труда «Влияние урожаев и хлебных цен на некоторые стороны русского народного хозяйства» (т. 1-2, 1897), в котором доказывалось, что понижение мировых цен на зерно было безразлично или даже выгодно большей части крестьян, вынужденных покупать хлеб, и, в отличие от Европы, вызвало рост стоимости сельскохозяйственного труда.
Участвовал в создании Петербургского политехнического института, в котором организовал в 1902 году первое в России экономическое отделение, деканом которого был до 7 ноября 1908 года и где до 1912 года читал курс политической экономии; был членом Правления и Совета, с 28 марта по 4 сентября 1907 года, затем — с 10 октября 1908 по 1 августа 1911 года был директором института. Вышел из числа профессоров института после избрания депутатом Государственной думы. В 1906 году стал одним из основателей партии демократических реформ.
С 15 ноября 1911 по 21 декабря 1912 г. — член Совета Государственного банка от Министерства финансов; 25 марта 1912 года был произведён в тайные советники.
С ноября 1912 года до 19 апреля 1917 года — член Государственной Думы IV созыва от Петербургской губернии; был товарищем председателя фракции прогрессистов; состоял в комиссиях: бюджетной, финансовой (с 1-й сессии — товарищ председателя; с 21 июля 1915 г. — председатель), по переселенческому делу, о замене сервитутов, о мерах к прекращению ненормального вздорожания предметов первой необходимости, об уставе и штатах императорских российских университетов.
С 1909 по 1911 год — президент Императорского Вольного Экономического Общества. В 1911—1916 годы написал ряд статей для «Нового энциклопедического словаря» Ф. А. Брокгауза и И. А. Ефрона. Совместно с К. К. Арсеньевым и Д. Н. Овсянико-Куликовским был редактором журнала «Вестник Европы» в 1914—1916 годах.
22 марта 1917 года решением Временного правительства ему была поручена реорганизация Дворянского земельного и Крестьянского поземельного банков для объединения их в Государственный земельный банк; с 28 марта по 26 мая 1917 г. был управляющим Дворянским и Крестьянским банками. С апреля 1917 года — председатель Главного земельного комитета при Временном правительстве, сенатор 2-го департамента Сената. Был награждён орденами Св. Владимира 3-й степени (1903) и Св. Станислава 1-й степени (1910).
После Октябрьской революции 1917 года уехал в своё имение. С 1918 года преподавал в Петроградском политехническом институте; 7 февраля 1918 года Совет Политехнического института избрал его ординарным профессором по кафедре политической экономии. Также преподавал в Агрономическом и Лесном институтах.
Умер 22 августа 1922 года (также источники указывают год смерти — 1921 в санатории «Узкое» под Москвой; похоронен в Москве.
Был женат (к 1912 году овдовел); имел троих детей.

## Научная деятельность
Был близок к либеральному народничеству. Считал, что общинная форма землевладения не препятствует прогрессу в сельскохозяйственном производстве. Сравнивая общину с фермерским хозяйством, доказывал превосходство общинного землевладения и видел в нём спасение крестьянских масс от пролетаризации. Полагал, что организация кооперативов и товариществ на базе общинного землевладения способна придать крестьянскому хозяйству все преимущества крупного производства. Активно выступал против Столыпинской аграрной реформы.

## Награды и признание
- Почётный член Политехнического института (избран Советом института 17 декабря 1912 г.).

## Память
В 2006 году на здании Вяземского филиала МГИУ в честь А. С. Посникова была установлена памятная доска.